# Paquitas
Les Paquitas étaient un groupe d'assistants de plateau et un ensemble musical brésilien formé en 1984 par l'entrepreneuse Marlene Mattos. Elles sont devenues célèbres pour avoir accompagné l'animatrice et chanteuse Xuxa Meneghel dans divers programmes télévisés, notamment le Xou da Xuxa (1986-1992), diffusé sur TV Globo. Identifiées par leurs uniformes emblématiques inspirés des costumes de majorettes – avec des vestes bleues ou rouges, des franges dorées aux épaules, des chapeaux décorés, des shorts et des bottes blanches –, les Paquitas sont devenus des icônes de la culture pop brésilienne dans les années 1980 et 1990. Bien plus que des simples assistantes de plateau, elles ont représenté un phénomène culturel et sont devenues des références de mode et de comportement pour le jeune public de l'époque,.
En plus de leurs activités sur scène, où elles animaient le public et assistaient Xuxa dans les dynamiques de l’émission, le groupe a connu une grande popularité et s’est lancé dans la musique en 1989, avec la sortie d'albums qui ont donné lieu à des tournées à succès à travers le Brésil. Au fil des années, le groupe a connu plusieurs formations, avec de nouvelles membres qui prenaient les rôles et recevaient des surnoms affectueux donnés par Xuxa elle-même, comme Pituxa, Catuxa et Xiquita. Parmi les anciennes membres ayant poursuivi une carrière artistique, on trouve Letícia Spiller, Bianca Rinaldi et Juliana Baroni, qui se sont établies à la télévision et au théâtre brésilien,. Le groupe a été dissous en 2002, à la suite de la fin du partenariat professionnel entre Xuxa et Mattos. Néanmoins, l’héritage des Paquitas reste vivant dans la mémoire culturelle brésilienne, étant reconnu comme un jalon dans l’histoire de la télévision pour la jeunesse au Brésil,.

## Histoire

### Origines (1984-1986)
La formation des Paquitas a débuté en 1984, à l'époque où Xuxa Meneghel animait l’émission Clube da Criança, diffusée sur la chaîne Rede Manchete. Cette année-là, lors d’un voyage à New York, Xuxa visita un cabinet dentaire où elle fit la connaissance d’un perroquet nommé Paquito, qui était gardé dans les toilettes parce que la femme du dentiste ne permettait pas qu’il reste dans le reste de la maison. Fascinée par le perroquet, Xuxa inspira l’équipe de l’émission à créer une marionnette reprenant les caractéristiques de Paquito, qui fut utilisée dans les attractions pour enfants comme une sorte de mascotte et reçut le même nom, en hommage au perroquet new-yorkais.
Avec le succès croissant du Clube da Criança et l’augmentation du public d’enfants assistant aux enregistrements, la directrice de l’émission, Marlene Mattos, identifia la nécessité d’une assistante de plateau pour organiser le public et aider dans les interactions avec les enfants. Le premier choix fut Andréa Veiga,,, une jeune fille de 14 ans, qui avait une apparence juvénile et l’autorité nécessaire pour gérer le public enfantin. Dans le contexte de l’émission, la marionnette Paquito "jouait" une passion pour Andréa, et de cette interaction naquit le surnom "Paquita", que Xuxa commença à utiliser pour désigner Andréa. Rapidement, le surnom se popularisa, et avec le temps, il en vint à désigner toutes les assistantes de plateau de Xuxa.
À mesure que la demande pour l’émission augmentait, Marlene Mattos décida d'élargir le groupe d’assistantes. À la fin de 1984, une deuxième assistante de plateau, Heloísa Morgado, fut engagée et connue dans l’émission sous le nom de "Paquita 2". En 1985, avec l'introduction d'un nouveau décor et un public encore plus nombreux, Marlene engagea une troisième assistante, Andréa Rosa, surnommée Xiquita. Cependant, son passage dans l'émission fut bref et se termina à la fin de la même année.
À mesure que la demande pour l’émission augmentait, Marlene Mattos décida d’élargir le groupe d’assistantes. À la fin de 1984, une deuxième assistante de plateau, Heloísa Morgado, fut engagée et connue dans l’émission sous le nom de "Paquita 2",. En 1985, avec l’introduction d’un nouveau décor et un public encore plus large, Marlene engagea une troisième assistante, Andréa Rosa, surnommée Xiquita. Cependant, sa présence dans l’émission fut brève, se terminant à la fin de la même année.

### Première génération (1986-1990)

#### Début au Xou da Xuxa
En 1986, après avoir été engagée par TV Globo, Xuxa Meneghel fit ses débuts dans l’émission Xou da Xuxa, ce qui entraîna des changements significatifs pour le groupe d’assistantes de plateau. L’assistante Heloísa Morgado, qui avait travaillé dans Clube da Criança, ne fut pas retenue par la nouvelle chaîne et fut remplacée par Andréa Faria, surnommée "Xiquita Sorvetão". Le surnom "Sorvetão" lui fut donné par Xuxa en raison de son goût pour la glace et de sa personnalité distraite. "Sorvetão est venu parce qu’en plus d’être un peu maladroite, je mangeais beaucoup de glace. Et le surnom est resté parce que je mettais du temps à comprendre, je ne comprenais pas tout de suite. Xu disait que j’étais très ‘sorvetão’", a raconté Andréa dans une interview pour le magazine Quem en 2013.
Une autre membre marquante de la première génération fut Luise Wischermann, surnommée "Pituxa Alemã", en raison de ses origines allemande et de son apparence blonde caractéristique. Luise se distingua comme la première Paquita à porter l’uniforme rouge, différent des vestes bleues traditionnelles du groupe. Son intégration au groupe se fit de manière curieuse et inattendue : dans un entretien pour le journal O Globo, Luise raconta avoir rencontré Xuxa après que le perroquet domestique de l'animatrice s’était envolé jusque dans sa cuisine au premier étage de l’immeuble où elles habitaient toutes deux. En rentrant de l’école, Luise fut informée que le perroquet s’était échappé, mais Xuxa n'était pas chez elle. Ce soir-là, alors qu’elle se préparait à aller dormir, sa mère lui dit : "Pelé est dans le salon", expliquant que Xuxa était dans l'appartement en train de jouer avec le perroquet dans la cuisine. Cette rencontre débouche sur une invitation à devenir Paquita, faite quelques jours plus tard par de Marlene Mattos, directrice de l’émission, lorsqu’elle croisa Luise dans l’ascenseur. "J’ai commencé à rire et j’ai demandé : ‘Qu’est-ce qu’une Paquita ?’", se souvient Luise. Marlene expliqua que Xuxa quittait TV Manchete pour aller sur Globo et que les Paquitas seraient ses assistantes de plateau. Luise accepta l’invitation et fit ses débuts officiels le 30 juin 1986, lors de la première du Xou da Xuxa, devenant l’une des membres les plus mémorables de l’émission, dans laquelle elle resta pendant trois ans et demi.

#### Expansion du groupe
Avec le succès retentissant de l’émission, Marlene Mattos organisa, en 1987, le premier concours pour sélectionner de nouvelles Paquitas. La gagnante fut Ana Paula Guimarães, qui reçut le surnom de "Catuxa" et porta également l'uniforme rouge. La compétition fut serrée et suscita une certaine polémique, notamment en raison de la participation de Luciana Vendramini, une candidate très populaire auprès du public,. La victoire d'Ana Paula consolida sa place au sein du groupe, qui était déjà un véritable phénomène national.
Toujours en 1987, Monique Siqueira, connue sous le nom de "Miúxa", intégra le groupe de manière informelle, portant l’uniforme rouge et participant aux répétitions, aux campagnes publicitaires ainsi qu’à la tournée du Xegundo Xou da Xuxa . Monique, étant plus jeune que les autres Paquitas, formait un duo avec Amanda Elwis, surnommée "Picurruxa", qui portait l'uniforme bleu  . Toutes deux prenaient part aux représentations, mais n'avaient pas de contrat formel avec la chaîne, et leurs activités furent interrompues après un incident lors de l’enregistrement d’un spécial de Noël, où Monique prit un jouet destiné au public enfantin, entraînant son renvoi ainsi que celui d’Amanda.
La popularité des Paquitas croissait rapidement, et le groupe fut élargi en 1987 avec l’ajout de jeunes assistantes, qui agiraient comme remplaçantes en cas d'absence des membres principales. Roberta Cipriani, connue sous le nom de "Xiquitita Surfista", rejoignit le groupe cette année-là et reçut son surnom en référence à son amour pour le soleil et la plage. Roberta arriva dans l’émission de manière inattendue : assidue des enregistrements, elle assistait au Xou da Xuxa simplement pour s’amuser, sans intention d'intégrer le groupe. Lorsqu’elle mentionna à Xuxa qu’elle allait bientôt déménager à Curitiba en raison de la mutation de son père, elle fut surprise de recevoir une invitation à devenir Paquita, une possibilité qu’elle n’avait jamais envisagée, se trouvant "trop petite" pour le rôle. Après une discussion entre Xuxa, Marlene Mattos et son père, le déménagement fut annulé, et Roberta débuta sa carrière comme Paquita. Bien qu’elle ait affronté des défis au départ et ressenti parfois la différence d'âge avec ses collègues plus expérimentées, Roberta surmonta les difficultés et devint l'une des membres les plus durables du groupe.
La première génération des Paquitas, composée d’Andréa Veiga (Paquita), Andréa Faria (Xiquita Sorvetão), Luise Wischermann (Pituxa Alemã), Ana Paula Guimarães (Catuxa) et Roberta Cipriani (Xiquitita Surfista), s’est imposée comme le groupe principal du Xou da Xuxa. Avec des costumes emblématiques et une forte présence médiatique, cette génération a établi le groupe comme une partie essentielle de l’émission et un jalon dans le divertissement pour enfants au Brésil.

### Deuxième génération (1987-1995)

#### Renouvellement du groupe et nouveaux membres
Avec le succès grandissant du Xou da Xuxa et la montée des Paquitas en tant qu’icônes culturelles au Brésil, un renouvellement du groupe devint essentiel pour suivre l’enthousiasme du public et maintenir l’émission dynamique. En décembre 1987, Tatiana Maranhão, connue sous le nom de "Paquitita Loura", fut la première membre à intégrer cette nouvelle phase. Tatiana fut invitée par Marlene Mattos après avoir accompagné sa sœur, Patrícia Maranhão — chanteuse du trio Afrodite Se Quiser — lors d’une visite à l’émission. Après deux mois de tests rigoureux, Tatiana fut officiellement couronnée lors du spécial du Nouvel An, consolidant ainsi sa place dans le groupe. Initialement brune, elle éclaircit progressivement ses cheveux pour s'aligner au look traditionnel des Paquitas et se distingua par son talent vocal, étant l'une des plus remarquables lors des performances musicales.
Un autre nom marquant à cette étape fut Priscilla Couto, surnommée "Catuxita Top Model". Priscilla attira l'attention de Xuxa et de Marlene Mattos en se distinguant lors des concours de défilés organisés par l’émission, captivant le public par son élégance et sa prestance. Après deux mois de sélections, Priscilla fut officiellement couronnée aux côtés de Tatiana. Initialement, elle reçut le titre de "Pituxita" en hommage à la Paquita Luise Wischermann, qui la couronna personnellement. Plus tard, elle adopta le surnom définitif de "Catuxita Top Model", reflétant son expérience comme mannequin pour le magasin O Bicho Comeu . Priscilla devint l'une des membres les plus durables du groupe, participant à des projets tels que des albums, des films, des spectacles et des campagnes publicitaires.

#### Premiers départs et changements
En mars 1988, avec le groupe déjà bien établi, Andréa Veiga, la première Paquita, décida de quitter le Xou da Xuxa pour poursuivre une carrière solo en tant que présentatrice. Elle prit en charge l’émission pour enfants Pintando o Sete, diffusée par TV Record à São Paulo. Le départ d’Andréa marqua la fin d’une phase importante dans l’histoire des Paquitas, ouvrant la voie à de nouvelles membres et permettant de poursuivre le legs que le groupe avait déjà construit.
Peu après ce changement, en avril de la même année, Ana Paula Almeida fut choisie pour intégrer le groupe des Paquitas. Son parcours commença de manière inattendue : à neuf ans, alors qu’elle se préparait pour aller à l’école, elle reçut un appel de la production de l’émission de Xuxa l’invitant aux auditions. Sans le savoir, sa sœur aînée avait envoyé une lettre à Globo, et parmi plus de deux mille candidates, Ana Paula fut sélectionnée. Issue d’une famille modeste du quartier de Vista Alegre, en banlieue de Rio, Ana Paula nourrissait le simple rêve de voir Xuxa passer en voiture dans sa rue, mais elle vécut quelque chose de bien plus grand en étant couronnée Paquita. Lors de la cérémonie de couronnement, émue, elle reçut le surnom affectueux de "Pituxita Bonequinha" de la part de Xuxa elle-même, qui, en la regardant, commenta : "Regarde comme elle est belle même en pleurant, on dirait une petite poupée".
En 1989, alors que le groupe des Paquitas était en pleine activité et sur le point d’enregistrer son premier album, deux membres décidèrent de suivre de nouvelles voies : Ana Paula Guimarães, alias "Catuxa", et Luise Wischermann, alias "Pituxa Alemã". Toutes deux reçurent une invitation pour présenter l’émission de variétés Clip Shop sur TV Rio, une opportunité qui les amena à quitter le Xou da Xuxa, malgré la volonté de Marlene Mattos et de Xuxa de les retenir. Bien que Clip Shop n’ait pas connu le succès escompté, cette expérience marqua la première tentative des deux jeunes femmes de construire une carrière en dehors de l’univers des Paquitas.

#### Nouvelle expansion du groupe
Pour combler les postes laissés vacants par Ana Paula Guimarães et Luise Wischermann, la production du Xou da Xuxa organisa le concours "Paquitonas 89", où des candidates concouraient pour une place dans le célèbre groupe des Paquitas. Parmi les participantes, Letícia Spiller se distingua et fut couronnée comme la nouvelle "Pituxa" sur recommandation d’Andréa Faria, alias "Xiquita Sorvetão", après avoir passé un processus de sélection rigoureux d'un mois. Au cours de la sélection, Letícia fut en compétition avec Cátia Paganote, qui deviendra plus tard "Miúxa". Dès l’annonce des inscriptions, Letícia montra sa confiance en sa sélection, en déclarant : "C’est moi".
Avec son comportement maladroit, Letícia gagna rapidement le surnom de "Pituxa Pastel" et fut l'auteure de moments mémorables dans l’émission, comme la fameuse chute de l'estrade du Paradão dos Baixinhos  et le jour où, distraite, elle oublia sa collègue Paquitita Tatiana Maranhão à l'école le jour de l’enregistrement de l’émission. Letícia deviendrait l'une des ex-Paquitas les plus réussies, bâtissant une solide carrière d'actrice et restant dans la mémoire des fans comme l'une des membres les plus appréciées de cette génération.
Un autre ajout marquant à la deuxième génération des Paquitas fut Cátia Paganote, surnommée "Miúxa Bruxa". Elle fut la deuxième membre à porter le surnom "Miúxa" et passa près de dix mois de tests avant d'être officiellement couronnée Paquita le 27 avril 1989, lors de la célébration de l'anniversaire de la productrice Marlene Mattos à la discothèque carioca Zoom. Cátia se distingua par sa détermination, sa créativité et ses caractéristiques uniques : ses cheveux bouclés dérogeaient au standard lisse et blond prédominant dans le groupe, et son talent pour imiter le rire d'une sorcière lui valut le surnom affectueux de "Miúxa Bruxa". Avant de rejoindre les Paquitas, Cátia avait participé à des auditions pour devenir Angelicat dans Clube da Criança et à des segments dans les émissions Os Trapalhões et Domingão do Faustão, dans la rubrique Rala e Rola. Sa dévotion et la personnalisation de ses costumes durant le processus de sélection furent des atouts décisifs pour son intégration dans le groupe.

#### Transition musicale et nouvelles recrues
Avec cette nouvelle formation, les Paquitas ont sorti leur premier album, Paquitas, en septembre 1989. L'album comprenait des succès comme Fada Madrinha (É Tão Bom), Alegres Paquitas et Playback, consolidant ainsi le groupe également sur la scène musicale. Après avoir signé un contrat avec le label RGE, les Paquitas se sont lancées dans une série de concerts à travers tout le Brésil, ce qui a encore renforcé leur popularité et assuré leur présence sur le marché de la musique pour enfants.
En février 1990, Juliana Baroni, surnommée "Catuxa Jujuba", fut sélectionnée comme la huitième Paquita à travers le concours "Paquita Paulista", créé exclusivement pour les jeunes filles de São Paulo. Originaire de Limeira, Juliana concourut avec environ 1 200 candidates pour combler le poste laissé vacant près d'un an plus tôt par Ana Paula Guimarães, alias "Catu", qui avait quitté le groupe en mars 1989. Ce concours, l'un des plus disputés de l'histoire des Paquitas, comprenait trois émissions dédiées aux sélections, culminant avec le couronnement de Juliana en tant que nouvelle Catuxa, marquant ainsi son entrée dans le groupe.
La même année, Andréia Faria, connue sous le nom de "Xiquita Sorvetão", quitta le groupe des Paquitas dans des circonstances difficiles. Lors d’une pause dans les enregistrements, alors que les Paquitas continuaient leurs engagements et leurs spectacles, Andréia fut empêchée de participer à un événement à Juiz de Fora en raison de problèmes de santé. Au cours d’un appel depuis les États-Unis, Marlene Mattos, alors directrice et manager de Xuxa, aurait critiqué sévèrement Andréia pour son absence, ce qui la conduisit, à l’âge de 16 ans, à décider de mettre fin à sa carrière de Paquita. Bien que Marlene ait affirmé qu'Andréia souhaitait une carrière solo, son départ fut soudain et sans adieux, Xuxa ayant reçu une version différente des événements,. À l'époque, le départ d'Andréia suscita l'intérêt d'autres chaînes, et elle fut même invitée à participer au Domingão do Faustão, mais elle accepta finalement d'intégrer la troupe d’Os Trapalhões, où elle resta de 1991 à 1994.
Pour combler le poste laissé vacant par Andréia Faria, le concours "Xiquita 1990" fut organisé, et Bianca Rinaldi, surnommée "Xiquita Bibi", en sortit victorieuse. Bien qu’elle ait perdu le concours "Paquita Paulista" face à Juliana Baroni en raison de sa posture voûtée, Bianca persévéra et fut couronnée lors d’une édition spéciale du Xou da Xuxa, qui célébrait l’anniversaire de l’animatrice. Son entrée dans le groupe fut largement médiatisée, avec des apparitions en couverture de magazines et des articles dans les journaux, ainsi qu’une participation spéciale au Domingão do Faustão, sans encore porter l’uniforme traditionnel de Paquita.

#### Consolidation et participation au cinéma
Toujours en 1990, le groupe fut invité à participer à deux films qui marqueraient la culture pop brésilienne. Le premier, Lua de Cristal, avec Xuxa en vedette, fut un grand succès au box-office, avec les Paquitas jouant des rôles secondaires. Le second, Sonho de Verão, fut spécialement produit pour mettre en avant les Paquitas et inclut Sérgio Mallandro et Andréa Veiga dans le casting. Ce film devint un classique parmi les fans de l’époque, consolidant le statut des Paquitas en tant que stars du cinéma et renforçant leur présence dans le paysage culturel brésilien.

#### Pressions et nouvelle membre
En novembre 1990, Tatiana Maranhão, connue sous le nom de "Paquitita Loura", quitta le groupe des Paquitas après avoir subi des mois de suspensions et une pression intense pour atteindre le standard physique exigé par la directrice Marlene Mattos. Bien qu’elle ait participé aux enregistrements du film Sonho de Verão et qu’elle ait même eu deux chansons solo sur la bande originale, Tatiana fut exclue de l'affiche promotionnelle et des activités de promotion en raison d'une suspension. Les pressions persistantes pour qu’elle perde du poids aboutirent à un trouble alimentaire et à des épisodes d’humiliation publique, ce qui la conduisit à quitter définitivement le groupe,. Tatiana fut la première Paquita de sa génération à avoir une cérémonie de départ public sur le plateau de l’émission  . Elle enregistra des morceaux pour un album solo, produit par Sullivan et Massadas, mais choisit de ne pas le sortir.
Après le départ de Tatiana Maranhão, Flávia Fernandes fut sélectionnée pour rejoindre le groupe et reçut le surnom de "Paquitita Pluft" — une référence au fantôme Pluft, de la pièce Pluft, O Fantasminha de Maria Clara Machado — en allusion à sa peau très claire. Flávia avait déjà passé une série de tests auparavant sans succès. En 1989, elle tenta d’abord de décrocher le rôle de "Catuxa" en mars, avant que le concours ne soit remplacé par le "Paquita Paulista", et plus tard, elle concourut pour la position de "Xiquita", également sans succès. Cependant, avec le départ de Tatiana en novembre 1990, Flávia fut finalement invitée à rejoindre les Paquitas, cette fois sans devoir passer de nouveaux tests. Après des années passées à fréquenter le Théâtre Fênix et à suivre de près la routine des Paquitas, Flávia était plus que prête à prendre le poste. Il semble que Marlene Mattos lui avait promis que, d’une façon ou d’une autre, elle deviendrait une Paquita, et Flávia devint, en effet, la dernière membre de la génération du Xou da Xuxa.

#### Expansion musicale et internationale
En 1991, le groupe sortit son deuxième album studio, Paquitas, qui inclut des succès tels que Sonho de Verão, Trocando Energia et Auê. Cet album consolida encore davantage le statut des Paquitas en tant qu’icônes de la musique pop pour enfants et maintint le groupe au sommet de son succès. La même année, Ana Paula Guimarães rejoignit le groupe, participant exclusivement aux productions internationales de Xuxa.
En 1992, Letícia Spiller quitta le groupe des Paquitas pour poursuivre une carrière d'actrice, après avoir été suspendue à la suite d’une discussion avec Marlene Mattos au sujet de son poids,,. Peu de temps après, Letícia fut choisie pour la telenovela Despedida de Solteiro. Son départ permit le retour définitif d’Ana Paula Guimarães, qui était revenue l’année précédente pour participer aux productions internationales de Xuxa. Devenue leader du groupe, Ana Paula prit part à toutes les productions de l’animatrice, aussi bien au Brésil qu’à l’étranger, devenant la seule Paquita à intégrer le programme de Xuxa aux États-Unis. Toujours en 1992, Andréa Veiga reprit également sa collaboration avec Xuxa, travaillant exclusivement sur l’émission Xuxa Park en Espagne  et accompagnant les spectacles en Amérique latine. Elle prit également en charge la présentation de segments dans le Xou da Xuxa.
En 1993, les Paquitas interprétèrent la chanson Eu Não Largo o Osso, thème d'ouverture de l'émission pour enfants TV Colosso . En outre, elles participèrent à la tournée Sexto Sentido de Xuxa, alternant des performances aux côtés de l'animatrice avec leurs propres spectacles, renforçant ainsi la présence des Paquitas sur les scènes de tout le Brésil.
La deuxième génération des Paquitas, marquée par de nombreux changements et de nouvelles membres, a démontré la capacité du groupe à se réinventer sans perdre l’admiration du public. Cette génération a encore davantage consolidé l'héritage des Paquitas et assuré leur place en tant que figures centrales dans l'histoire du divertissement brésilien.
| Membres des deux premières générations par surnoms, couleurs des uniformes, noms et périodes d'activité | Membres des deux premières générations par surnoms, couleurs des uniformes, noms et périodes d'activité | Membres des deux premières générations par surnoms, couleurs des uniformes, noms et périodes d'activité | Membres des deux premières générations par surnoms, couleurs des uniformes, noms et périodes d'activité | Membres des deux premières générations par surnoms, couleurs des uniformes, noms et périodes d'activité | Membres des deux premières générations par surnoms, couleurs des uniformes, noms et périodes d'activité |
| --- | --- | --- | --- | --- | --- |
| Surnom                                                                                                  | Couleur de l'uniforme                                                                                   | Nom | Période d'activité                                                                                      | Autre(s) surnom(s)                                                                                      | Commentaires                                                                                            |
| Paquita                                                                                                 | Bleu | Andréa Veiga                                                                                            | 1984–1988                                                                                               | Paquita Mor, Paca                                                                                       | Première Paquita.                                                                                       |
| Paquita                                                                                                 | N/D | Heloísa Morgado                                                                                         | 1984–1986                                                                                               | Paquita 2                                                                                               | A participé uniquement dans Clube da Criança (Rede Manchete).                                           |
| Paquitita                                                                                               | Bleu | Tatiana Maranhão                                                                                        | 1987–1990                                                                                               | Loura                                                                                                   | |
| Paquitita                                                                                               | Bleu | Flávia Fernandes                                                                                        | 1990–1995                                                                                               | Pluft                                                                                                   | |
| Xiquita                                                                                                 | N/D | Andréa Rosa                                                                                             | 1985 | | A participé uniquement dans Clube da Criança (Rede Manchete).                                           |
| Xiquita                                                                                                 | Azul | Andréa Faria                                                                                            | 1986–1990                                                                                               | Sorvetão, Xica                                                                                          | Première Xiquita du Xou da Xuxa (TV Globo).                                                             |
| Xiquita                                                                                                 | Bleu | Bianca Rinaldi                                                                                          | 1990–1995                                                                                               | Bibi | |
| Xiquitita                                                                                               | Bleu | Roberta Cipriani                                                                                        | 1987–1995                                                                                               | Surfista                                                                                                | |
| Pituxa                                                                                                  | Rouge                                                                                                   | Luise Wischermann                                                                                       | 1986–1989                                                                                               | Alemã, Pitu                                                                                             | |
| Pituxa                                                                                                  | Rouge                                                                                                   | Letícia Spiller                                                                                         | 1989–1992                                                                                               | Pastel                                                                                                  | |
| Pituxita                                                                                                | Rouge                                                                                                   | Ana Paula Almeida                                                                                       | 1988–1995                                                                                               | Bonequinha                                                                                              | |
| Catuxa                                                                                                  | Rouge                                                                                                   | Ana Paula Guimarães                                                                                     | 1987–1989, 1992–1995                                                                                    | Catu | |
| Catuxa                                                                                                  | Rouge                                                                                                   | Juliana Baroni                                                                                          | 1990–1995                                                                                               | Jujuba                                                                                                  | |
| Catuxita                                                                                                | Rouge                                                                                                   | Priscilla Couto                                                                                         | 1987–1995                                                                                               | Top Model                                                                                               | |
| Miúxa                                                                                                   | Rouge                                                                                                   | Monique Siqueira                                                                                        | 1987 | | Sans contrat officiel.                                                                                  |
| Miúxa                                                                                                   | Bleu | Cátia Paganote                                                                                          | 1989–1995                                                                                               | Bruxa                                                                                                   | |
| Picurruxa                                                                                               | Bleu | Amanda Elwis                                                                                            | 1987 | | Sans contrat officiel.                                                                                  |

#### Internationalisation
Avec le succès retentissant de Xuxa au Brésil, la marque "Xuxa" commença à s’étendre à d’autres pays, entraînant les Paquitas dans une phase internationale. Dans le cadre de cette stratégie, les Paquitas Internationales furent créées pour accompagner l'animatrice dans les versions de ses émissions à l’étranger, principalement en Amérique latine et aux États-Unis  . Ces Paquitas remplissaient des rôles similaires à ceux de leurs homologues brésiliennes : animer le public, participer aux chorégraphies et assister Xuxa dans la conduite des jeux et des numéros musicaux. Tout comme au Brésil, chaque Paquita internationale recevait un surnom affectueux et conservait le look iconique des uniformes et des chorégraphies synchronisées.
En Amérique latine, les Paquitas Internationales devinrent rapidement extrêmement populaires. Chaque pays où Xuxa avait une présence télévisuelle, comme l'Argentine, le Chili, l'Uruguay et l'Équateur, possédait sa propre version des Paquitas, adaptée au public local. Des émissions comme El Show de Xuxa suivirent le succès du Xou da Xuxa brésilien, avec les Paquitas comme l’une des parties les plus appréciées du format, favorisant l’identification du public avec la marque Xuxa.
En 1991, Xuxa fit ses débuts à la télévision espagnole avec l'émission Xuxa Park, diffusée sur Telecinco, où les Paquitas jouèrent un rôle central dans cette version. Elles accompagnaient l'animatrice dans des segments adaptés au format espagnol et participèrent également aux représentations de Xuxa dans d'autres pays d'Amérique latine, renforçant ainsi la présence du groupe en dehors du Brésil. Pendant cette période, Ana Paula Guimarães se distingua en étant la seule membre à participer à toutes les émissions internationales, y compris la version nord-américaine.
Aux États-Unis, l'émission Xuxa fut diffusée par CBS, et les Paquitas furent renommées les Pixies. Avec une esthétique adaptée au public nord-américain, les Pixies conservèrent leurs rôles d'assistantes de plateau et contribuèrent à renforcer l'attrait multiculturel de Xuxa, notamment auprès des enfants latinos vivant aux États-Unis. Cette adaptation culturelle des Paquitas reflétait l’ambition de Xuxa de devenir une icône internationale, et les Pixies devinrent un élément essentiel de cette expansion.
L'internationalisation des Paquitas a consolidé le groupe en tant que phénomène culturel, qui représentait non seulement la culture pop pour enfants et adolescents brésilienne, mais élargissait également cet héritage à de nouveaux publics à travers le monde.
| Paquitas internationales | Paquitas internationales | Paquitas internationales | Paquitas internationales            |
| ------------------------ | ------------------------ | ------------------------ | ----------------------------------- |
| Année d'activité         | Nom                      | Pays                     | Surnom/Titre                        |
| 1990-1991                | Maria José Llaneza       | Chili                    | Paquita chilienne                   |
| 1991-1992                | Maria Royo               | Espagne                  | Paquita espagnole                   |
| 1991-1993                | Maricielo Effio          | Pérou                    | Paquita péruvienne                  |
| 1991-1993                | Juliette Cardinali       | Argentine                | Paquita Argentine                   |
| 1991-1993                | Karine Rivero            | Argentine                | Paquita Argentine                   |
| 1993                     | Natalia Oreiro           | Uruguay                  | Super Paquita / Paquita uruguayenne |
| 1993-1994                | Pamela Cortés            | Équateur                 | Paquita équatorienne                |
| 1993                     | Larae McCarran           | États-Unis               | Paquita américainne / US Pixies     |
| 1993                     | Natasha Pearce           | États-Unis               | Paquita américainne / US Pixies     |
| 1993                     | Shannon García           | États-Unis               | Paquita américainne / US Pixies     |
| 1993                     | Maria José Domínguez     | Chili                    | Paquita chilienne                   |
| 1995-1996                | Gabriela Naht            | Équateur                 | Paquita équatorienne                |

### Paquitas New Generation (1995-1999)
En 1995, après des révélations des Paquitas sur le harcèlement moral en coulisses, l'éditeur de l'émission, João Henrique Schiller, suggéra de transformer ces confessions en un livre, une idée que les membres acceptèrent naïvement. Lorsque Marlene Mattos fut informée du projet par l'une des Paquitas elles-mêmes, elle prit la décision de licencier toutes les personnes impliquées,,,. Dans une édition de Xuxa Park, diffusée le 29 avril 1995, les membres de la deuxième génération firent leurs adieux officiels au public. Dans cette même émission, la nouvelle formation, intitulée Paquitas New Generation, fut présentée, marquant le début d'une nouvelle phase pour le groupe.
Les sept nouvelles membres furent sélectionnées pour plaire aux différentes générations de fans de Xuxa et reçurent des surnoms reflétant leurs caractéristiques uniques : Caren Lima, la plus petite du groupe, fut surnommée Chaveirinho ; Graziella Schmitt, avec son allure de mannequin, devint Grazi Modelão ; Diane Dantas, pour son élégance, fut surnommée Lady Di en hommage à la princesse britannique ; Gisele Delaia, originaire de Queimados, fut appelée Miss Queimados ; Andrezza Cruz, avec un surnom moderne, devint Dezza ; Bárbara Borges, connue pour son charisme et sa beauté, fut surnommée Babubonitona ou simplement Paquita Babu ; et Vanessa Melo, pour son talent en danse, reçut le nom de Flashdance.
L'arrivée des Paquitas New Generation apporta une esthétique renouvelée et une équipe plus jeune, accompagnant Xuxa dans des émissions telles que Xuxa Park et Xuxa Hits, toutes deux sur la Rede Globo. La nouvelle formation adopta des looks modernisés : dans Xuxa Park, elles conservèrent l'uniforme traditionnel des "petits soldats de plomb", tandis que dans Xuxa Hits, destiné aux adolescents, elles optèrent pour un style collégien décontracté et actuel. Plus tard, avec Planeta Xuxa, les costumes évoluèrent, reflétant les tendances de la mode jeune des années 90.
Toujours en 1995, le groupe sortit l'album Paquitas New Generation, avec des singles tels que Nova Geração, Ah, O Amor, Telefone Toca, et Suor e Sorriso. L’album inclut également une reprise de Fada Madrinha, l'un des plus grands succès de la formation originale. En 1997, elles lancèrent leur deuxième album, avec des hits comme Planeta Dance, Não Se Reprima (une reprise du groupe Menudo), et Vem Dançar Comigo (une reprise de Xuxa).
Durant cette période, les Paquitas New Generation maintinrent un agenda intense de spectacles et de représentations, aussi bien aux côtés de Xuxa que lors d’événements en solo. En 1998, Diane Dantas (Lady Di) fut la première à quitter le groupe, suivie de Bárbara Borges (Babubonitona) en avril 1999, qui décida de poursuivre une carrière d’actrice. À la fin de 1999, avec l’approche de la majorité des membres, les Paquitas New Generation furent officiellement dissoutes, laissant place à la sélection d’une nouvelle génération de Paquitas.

### Geração 2000 (1999-2002)
En 1999, après la dissolution des Paquitas New Generation, une nouvelle phase commença avec l'ouverture des inscriptions pour former la Geração 2000, présentée officiellement au public dans Planeta Xuxa . Sélectionnées à travers un processus rigoureux de tests, les nouvelles membres furent formées pour préserver l'essence du groupe tout en cherchant à établir une connexion avec un public de plus en plus adolescent.
Cette formation, composée de jeunes comme Letícia Barros, Thalita Ribeiro, Gabriella Ferreira, Monique Alfradique, Lana Rhodes, Stephanie Lourenço, Joana Mineiro et Daiane Amêndola, conserva le rôle traditionnel des Paquitas d’animer le public et de soutenir Xuxa dans ses émissions. En outre, cette génération participa activement à des projets destinés au jeune public, comme Xuxa Só Para Baixinhos, l’un des plus grands succès de l’animatrice à cette époque.
Visuellement, la Geração 2000 adopta des costumes plus variés et personnalisés, reflétant les tendances des années 2000 et l'évolution de la mode jeune. Elles restèrent présentes dans des émissions comme Xuxa Park et Planeta Xuxa, en plus de participer à des émissions spéciales et à des événements en direct.
En 2001, un incendie dans les studios où était enregistré Xuxa Park mit fin à l'émission de manière abrupte, impactant profondément la trajectoire des Paquitas. Les membres furent alors réaffectées à Planeta Xuxa, où elles restèrent actives jusqu'en 2002. Avec la rupture du partenariat entre Xuxa et Marlene Mattos la même année, les Paquitas de la Geração 2000 cessèrent définitivement leurs activités, marquant la fin d’un cycle historique.

### Membres
| Membres des Paquitas | Membres des Paquitas | Membres des Paquitas         | Membres des Paquitas | Membres des Paquitas |
| -------------------- | -------------------- | ---------------------------- | -------------------- | -------------------- |
| Période d'activité   | Nom                  | Surnom                       | Génération           | Photo                |
| 1984–1988            | Andréa Veiga         | Paquita / Paquita Mor / Paca | Première génération  |                      |
| 1984–1986            | Heloísa Morgado      | Paquita 2                    | Première génération  |                      |
| 1985                 | Andréa Rosa          | Xiquita                      | Première génération  |                      |
| 1986–1990            | Andréa Faria         | Xiquita Sorvetão / Xica      | Première génération  |                      |
| 1986–1989            | Luise Wischermann    | Pituxa Alemã / Pitú          | Première génération  |                      |
| 1987–1989, 1992–1995 | Ana Paula Guimarães  | Catuxa / Catú                | Première génération  |                      |
| 1987–1995            | Roberta Cipriani     | Xiquitita Surfista           | Première génération  |                      |
| 1987–1995            | Priscilla Couto      | Catuxita Top Model           | Deuxième génération  |                      |
| 1987–1990            | Tatiana Maranhão     | Paquitita Loura              | Deuxième génération  |                      |
| 1988–1995            | Ana Paula Almeida    | Pituxita Bonequinha          | Deuxième génération  |                      |
| 1989–1992            | Letícia Spiller      | Pituxa Pastel                | Deuxième génération  |                      |
| 1989–1995            | Cátia Paganote       | Miúxa Bruxa                  | Deuxième génération  |                      |
| 1990–1995            | Juliana Baroni       | Catuxa Jujuba                | Deuxième génération  |                      |
| 1990–1995            | Bianca Rinaldi       | Xiquita Bibi                 | Deuxième génération  |                      |
| 1990–1995            | Flávia Fernandes     | Paquitita Pluft              | Deuxième génération  |                      |
| 1995–1999            | Caren Lima           | Chaveirinho                  | New Generation       |                      |
| 1995–1999            | Graziella Schmitt    | Grazi Modelão                | New Generation       |                      |
| 1995–1998            | Diane Dantas         | Lady Di                      | New Generation       |                      |
| 1995–1999            | Gisele Delaia        | Miss Queimados               | New Generation       |                      |
| 1995–1999            | Andrezza Cruz        | Dezza                        | New Generation       |                      |
| 1995–1999            | Bárbara Borges       | Babubonitona / Paquita Babu  | New Generation       |                      |
| 1995–1999            | Vanessa Melo         | Flashdance                   | New Generation       |                      |
| 1999–2002            | Daiane Amêndola      | Docinho                      | Geração 2000         |                      |
| 1999–2002            | Gabriella Ferreira   | Perua                        | Geração 2000         |                      |
| 1999–2002            | Joana Mineiro        | Jô                           | Geração 2000         |                      |
| 1999–2002            | Lana Rhodes          | Cabritinha                   | Geração 2000         |                      |
| 1999–2002            | Letícia Barros       | Lê                           | Geração 2000         |                      |
| 1999–2002            | Monique Alfradique   |                              | Geração 2000         |                      |

## Musique
Les Paquitas ont joué un rôle essentiel dans la musique pour enfants et adolescents au Brésil, se distinguant non seulement comme assistantes de plateau, mais aussi en tant qu'artistes reconnues. Leurs productions musicales incluaient des albums solo à succès, des bandes originales de films et des thèmes pour des émissions de télévision, ce qui a renforcé leur présence et leur influence dans le divertissement brésilien.

### Albums et singles
La trajectoire musicale des Paquitas a débuté avec leur participation en tant que choristes dans les albums de Xuxa Meneghel, une expérience qui a servi de base pour le lancement de leurs propres productions et les a préparées au succès sur la scène musicale pour enfants et adolescents au Brésil. La présence du groupe sur les albums de Xuxa a introduit les membres dans l'univers de la musique et a établi une base solide pour leur réussite en tant qu'artistes indépendantes.

#### Premier album (1989):Paquitas
Le premier album du groupe, intitulé Paquitas, fut lancé en 1989 par le label RGE et conquit rapidement la popularité avec des chansons comme Alegres Paquitas, Playback, Sorvetão et le succès Fada Madrinha (É Tão Bom)  . Cette sortie marqua un point de transition important, consolidant les Paquitas en tant que stars pour enfants et adolescents et élargissant leur base de fans. Le succès de l’album entraîna une série de spectacles et de tournées à travers le Brésil, établissant le groupe sur la scène musicale de l'époque.

#### Deuxième album (1991):Paquitas
En 1991, les Paquitas sortirent leur deuxième album, également intitulé Paquitas, cette fois sous le label Som Livre. Avec des titres comme Trocando Energia, Amor Adolescente, Auê et Sonho de Verão , le groupe renforça sa présence dans la musique pop brésilienne. Cet album fut lancé peu de temps après la participation des Paquitas aux bandes originales des films Lua de Cristal et Sonho de Verão — deux succès avec Xuxa et Sérgio Mallandro   . Les chansons complétèrent le succès des films et amplifièrent l'influence des Paquitas dans le divertissement brésilien.

#### Paquitas New Generation (1995)
Avec le renouvellement du groupe en 1995, les Paquitas New Generation apportèrent un style actualisé, destiné au public adolescent. L'album Paquitas New Generation, lancé par Som Livre, reflétait ce changement avec un son plus contemporain, adapté aux jeunes de l'époque. Des succès tels que Nova Geração, Telefone Toca, Ah! O Amor et une reprise de Fada Madrinha (É Tão Bom) renforcèrent la pertinence du groupe, maintenant le lien avec le public et affichant une nouvelle identité musicale  .

#### Dernier album (1997):Paquitas
En 1997, la New Generation sortit son dernier album, également intitulé Paquitas, sous le label Som Livre. Cet album incluait des titres comme Não Se Reprima (une reprise du groupe Menudo), Planeta Dance, Maria Fumaça et Vem Dançar Comigo (une réinterprétation d'un succès de Xuxa)  . Cette phase plus mature du groupe adaptait le style pop dansant aux tendances de la fin des années 90, montrant l'évolution des Paquitas et leur capacité à suivre un marché musical en constante évolution.

#### Discographie complète
| Discographie des Paquitas (albums propres) | Discographie des Paquitas (albums propres) | Discographie des Paquitas (albums propres) | Discographie des Paquitas (albums propres)                                            |
| ------------------------------------------ | ------------------------------------------ | ------------------------------------------ | ------------------------------------------------------------------------------------- |
| Année                                      | Album                                      | Label                                      | Singles remarquables                                                                  |
| 1989                                       | Paquitas                                   | RGE                                        | Alegres Paquitas, Playback, Sorvetão, Fada Madrinha (É Tão Bom)                       |
| 1991                                       | Paquitas                                   | Som Livre                                  | Trocando Energia, Amor Adolescente, Auê, Sonho de Verão                               |
| 1995                                       | Nouvelle génération                        | Som Livre                                  | Nova Geração, Telefone Toca, Ah! O Amor, Fada Madrinha (É Tão Bom) (réenregistrement) |
| 1997                                       | Paquitas                                   | Som Livre                                  | Não Se Reprima, Planeta Dance, Maria Fumaça, Vem Dançar Comigo                        |

#### Autres contributions musicales
En plus de leurs propres albums, les Paquitas ont continué à participer aux enregistrements des albums de Xuxa et à des projets comme Xuxa Só Para Baixinhos. Elles ont également enregistré le thème d'ouverture de l'émission TV Colosso, avec la chanson Eu Não Largo o Osso, élargissant encore leur présence à la télévision et sur le marché discographique.

### Spectacles et tournées
Depuis le lancement de l'émission Xou da Xuxa en 1986, les Paquitas, groupe d’assistantes de plateau et danseuses de l'animatrice Xuxa Meneghel, ont joué un rôle essentiel non seulement en tant que soutien, mais aussi en tant qu’attraction majeure pour le public. Avec des chorégraphies marquantes et une présence énergique, les Paquitas ont conquis le public enfant et adolescent, devenant un élément central des tournées et des spectacles en direct de Xuxa.

#### Tournées nationales: Xou da Xuxa
Les tournées de Xou da Xuxa eurent lieu principalement entre la fin des années 80 et le début des années 90, période pendant laquelle l'émission atteignit une popularité immense. Avec des représentations dans les capitales et dans les villes de l'intérieur de diverses régions du Brésil, Xuxa et les Paquitas attirèrent des foules, battant des records d'affluence à plusieurs reprises. Les Paquitas accompagnaient Xuxa non seulement sur scène, mais aussi dans la promotion des spectacles et des événements, captivant le public avec leurs danses chorégraphiées et leurs interactions, renforçant ainsi le lien avec les fans.

#### Spectacles indépendants
Avec la sortie de leurs propres albums, les Paquitas commencèrent à donner des spectacles en solo, interprétant leurs succès et se connectant avec le public. Avec l’arrivée des Paquitas New Generation, les spectacles et tournées s’adaptèrent aux nouvelles tendances adolescentes. Les spectacles présentaient des costumes plus modernes, avec des performances et un répertoire reflétant la fin des années 90, et le groupe entreprit des tournées indépendantes tout au long de cette période.

#### Expansion internationale
Le succès des Paquitas ne s’est pas limité au Brésil. Dans le cadre de l’expansion de la popularité de Xuxa en Amérique latine, les Paquitas accompagnèrent l’animatrice lors d'événements et de spéciaux télévisés internationaux, gagnant des fans dans des pays comme l’Argentine, le Chili et le Mexique. Elles participèrent à des émissions locales, à des événements de charité et à des festivals, contribuant ainsi à accroître la reconnaissance du groupe au-delà des frontières brésiliennes.

## Cinéma et télévision

### Films
Les Paquitas ont eu une présence significative dans le cinéma brésilien, participant à certains des principaux films de la carrière de Xuxa Meneghel. Avec leur attrait auprès du jeune public, leur participation sur grand écran a contribué à élargir leur popularité. En plus d’accompagner Xuxa à la télévision, elles ont également intégré l’univers des films de l’animatrice, contribuant au succès de ces productions.

#### Lua de cristal (1990)
Le premier grand succès auquel les Paquitas ont participé fut Lua de Cristal (1990). Ce film, avec Xuxa dans le rôle principal, incluait les Paquitas dans des rôles secondaires, renforçant l’atmosphère familiale et l’identité visuelle associées au Xou da Xuxa. Lua de Cristal est devenu l’un des plus grands phénomènes du box-office de l’époque et est considéré comme un classique du cinéma pour enfants brésilien. La chanson-thème, Lua de Cristal, fut un immense succès et, bien que les Paquitas n’aient pas eu de rôles principaux, leur présence a préservé le lien avec le public fidèle de Xuxa.

#### Sonho de verão (1990)
Toujours en 1990, les Paquitas furent les vedettes de Sonho de Verão, une comédie musicale créée spécialement pour elles. Le film, réalisé par Paulo Sérgio de Almeida, incluait également la participation de Sérgio Mallandro et Andréa Veiga, et plaçait les Paquitas comme figures centrales de l’intrigue , reflétant leur fort attrait auprès du jeune public.
Dans l’histoire, un couple propriétaire d’un immense manoir décide de partir en voyage en Europe après la perte de leur fille. En apprenant cela, le chauffeur de taxi qui les conduit à l’aéroport profite de l’occasion pour s’installer dans la maison inoccupée. Léo (Sérgio Mallandro) s’installe alors dans le manoir, prétendant être le neveu du couple, et invite sa petite amie ainsi que quelques amis pour une saison de divertissement. Bientôt, un bus rempli de jeunes rejoint le groupe, transformant le manoir en un lieu de fête et d’aventures.
En plus de renforcer la popularité des Paquitas, le film célébrait leur succès dans la culture pop, où, en tant que Paquitas et Paquitos, elles étaient déjà appréciées des fans et occupaient une place importante dans l'émission pour enfants de Xuxa. Sonho de Verão est devenu un classique du cinéma pour la jeunesse brésilienne.

#### Xuxa requebra (1999)
Xuxa Requebra est une comédie romantique sortie en 1999 et réalisée par Tizuka Yamasaki, avec Xuxa Meneghel, Daniel et Elke Maravilha au casting. Ce film marqua le retour de Xuxa au cinéma après presque une décennie et raconte l’histoire de Nena (Xuxa), une journaliste qui tente de sauver l’Académie de Danse Deux Cœurs, où elle a étudié, menacée par la méchante Macedão (Elke Maravilha), une femme d’affaires sans scrupules.
L’espoir de l’académie réside dans le tournoi de danse "Requebra 2000", qui offre une récompense financière suffisante pour la sauver. Macedão tente cependant de saboter l’équipe de Nena en envoyant son beau-fils Felipe (Daniel) accompagné de danseurs professionnels pour rivaliser contre eux. Le film inclut la participation spéciale des Paquitas et ex-Paquitas, comme Andréa Veiga, Andreia Faria et Ana Paula Almeida, ainsi que les Paquitas New Generation et Geração 2000, qui apparaissent en tant qu’élèves de l’académie.

#### Xuxa Pop Star (2000)
Dans Xuxa Popstar, Xuxa interprète Nicky, une top model internationale qui, après une carrière réussie à l'étranger, revient au Brésil pour retrouver son "prince charmant", avec qui elle a conversé sur Internet. À son retour, Nicky devient une femme d'affaires prospère à l'agence de mode Popstar. Cependant, son concurrent et admirateur, JP, est prêt à tout pour perturber sa vie et sa carrière  .
Le film inclut également des participations spéciales d'anciennes Paquitas, dont Andréa Veiga, qui joue le rôle d'une journaliste, et Ana Paula Almeida, dans le rôle d'une maquilleuse. Les Paquitas 2000 apparaissent en tant que mannequins de l'agence Popstar .

#### Xuxa e os duendes (2001)etXuxa e os duendes 2: No caminho das fadas (2002)
Dans Xuxa e os Duendes, l'intrigue se déroule dans le royaume des lutins, où la responsabilité de protéger la nature est transmise au prince Damiz. Cependant, le méchant Gorgon capture un petit lutin dans la chambre de Nanda et, avec son complice Rico, tente d'acheter la maison de la fillette en promettant un "progrès" pour la forêt, dans le but de la détruire. L'héroïne, Kira, doit alors sauver les lutins emprisonnés et préserver la nature. Dans le film, les Paquitas 2000, ainsi que l'ex-Paquita Ana Paula Almeida, interprètent des fées qui aident Kira dans sa mission  . Dans la suite, Xuxa e os Duendes 2: No Caminho das Fadas, Kira, désormais révélée comme une botaniste et fille de lutins, affronte la méchante sorcière Algaz, qui, avec d'autres sorcières, menace l'équilibre naturel. Les Paquitas 2000 reviennent en tant que fées, et, en plus d'Ana Paula Almeida, Juliana Baroni apparaît également en fée, élargissant le casting de soutien de l'héroïne dans cette nouvelle aventure  .

#### Filmographie des Paquitas (cinéma)
| Filmographie des Paquitas (groupe complet) au cinéma | Filmographie des Paquitas (groupe complet) au cinéma | Filmographie des Paquitas (groupe complet) au cinéma | Filmographie des Paquitas (groupe complet) au cinéma |
| ---------------------------------------------------- | ---------------------------------------------------- | ---------------------------------------------------- | --- |
| Année                                                | Titre                                                | Format                                               | Description/Participation |
| 1990                                                 | Lua de Cristal                                       | Film                                                 | Ce film a été un énorme succès au box-office au Brésil, avec plus de 4 millions de téléspectateurs, faisant de Xuxa une star du cinéma. Les Paquitas apparaissent sous une apparence particulière.                              |
| 1990                                                 | Sonho de Verão                                       | Film                                                 | Réalisé pour les Paquitas, ce film mettant en vedette eux et Sérgio Mallandro a été très populaire et a touché plus de 1,7 million de téléspectateurs.                                                                          |
| 1999                                                 | Xuxa Requebra                                        | Film                                                 | Comédie romantique réalisée par Tizuka Yamasaki, marquant le retour de Xuxa au cinéma. Les Paquitas et les anciennes Paquitas, dont Andréa Veiga et Ana Paula Almeida, travaillent comme étudiantes dans une académie de danse. |
| 2000                                                 | Xuxa Pop Star                                        | Film                                                 | Xuxa incarne Nicky, un mannequin international qui retourne au Brésil. Les Paquitas de 2000 et anciennes apparaissent comme mannequins et reporters à l'agence de mode Popstar.                                                 |
| 2001                                                 | Xuxa e os Duendes                                    | Film                                                 | Fantaisie pour enfants où Xuxa joue le rôle de Kira, protectrice de la nature. Les 2000 Paquitas, ainsi que l'ancienne Paquita Ana Paula Almeida, agissent comme des fées aidant Kira.                                          |
| 2002                                                 | Xuxa e os Duendes 2: No Caminho das Fadas            | Film                                                 | Suite de Xuxa et des Duendes. Kira fait face à la sorcière Algaz. Paquitas 2000 revient sous la forme de fées, avec des apparitions d'Ana Paula Almeida et Juliana Baroni.                                                      |

#### Autres contributions
Letícia Spiller et Juliana Baroni ont participé, en 1991, au film Gaúcho Negro. L'intrigue se déroule dans le Rio Grande do Sul, où des éleveurs sont tourmentés par des vols de bétail et des incendies criminels. Apparaît alors le Gaúcho Negro, un mystérieux cavalier masqué devenu une figure légendaire et agissant comme justicier, apportant espoir à la population locale.

### Émissions de télévision

#### Clube da criança (1984-1986)
Les Paquitas ont été introduites initialement comme assistantes de plateau dans l'émission Clube da Criança (1984-1986), diffusée par la chaîne Rede Manchete, où Xuxa a commencé sa carrière d’animatrice de programmes pour enfants. Cependant, c'est avec le lancement de Xou da Xuxa en 1986 sur la chaîne TV Globo que les Paquitas ont réellement gagné en notoriété.

#### Xou da Xuxa (1986-1992)
Dans Xou da Xuxa, les Paquitas étaient chargées d’aider à la conduite des jeux, d’organiser les enfants du public, et de participer aux chorégraphies et aux numéros musicaux. L’émission est devenue un phénomène d’audience, et les Paquitas ont commencé à être perçues comme des modèles de comportement pour le jeune public, enfants et adolescents.
Pendant la période où Xou da Xuxa a été diffusé (1986-1992), les Paquitas se sont consolidées comme une présence fixe dans le format de l’émission. Chacune d’elles recevait un surnom caractéristique, donné par Xuxa, qui aidait à leur identification auprès du public et créait un lien émotionnel avec les enfants qui regardaient l’émission. Leur succès fut tel que les Paquitas n’étaient plus simplement des assistantes de plateau, mais des figures centrales de la culture pop de l’époque, influençant même la mode pour enfants et adolescents.

#### Xuxa Park (1994-2001)
Après la fin de Xou da Xuxa, les Paquitas ont continué à participer activement aux émissions que Xuxa a animées sur TV Globo. Dans Xuxa Park (1994-2001), une émission destinée au jeune public et diffusée le samedi, elles aidaient aux jeux et aux numéros musicaux, mais participaient également à des sketchs et des interactions avec les enfants, renforçant la continuité du groupe même après le changement de format de l’émission.

#### Xuxa Hits (1995-1996)
Avec le lancement de Xuxa Hits (1995-1996), destiné aux adolescents, les costumes ont également été mis à jour pour refléter la transition vers un public plus jeune et urbain. Cette période, marquée par la formation des Paquitas New Generation, a permis de maintenir la pertinence du groupe auprès du public qui avait grandi avec Xou da Xuxa.

#### Planeta Xuxa (1997-2002)
En 1997, avec le lancement de Planeta Xuxa (1997-2002), les Paquitas ont participé à des segments destinés aux adolescents et ont également été intégrées dans des performances de danse, des interviews et des activités interactives sur scène. Planeta Xuxa était une émission destinée à un public jeune, où la musique, la danse et le divertissement occupaient une place centrale. Les Paquitas, désormais plus matures, ont adopté un nouveau style et sont restées une partie essentielle de l'identité de l'émission.

#### Documentaire "Pra Sempre Paquitas" (2024)
En 2024, l'histoire des Paquitas a été revisitée dans le documentaire Pra Sempre Paquitas, une production originale de Globoplay. Ce documentaire, composé de cinq épisodes, plonge dans la trajectoire du groupe depuis sa création en 1984 dans Clube da Criança jusqu'à sa fin officielle en 2002, après la rupture de la collaboration entre Xuxa et sa directrice et agente, Marlene Mattos.
La série documentaire, réalisée par Ana Paula Guimarães (ancienne Paquita) et Ivo Filho, réunit des témoignages émouvants d'anciens membres tels que Letícia Spiller, Bianca Rinaldi, Juliana Baroni, Ana Paula Almeida, entre autres. Le documentaire explore les différentes générations du groupe et examine l'impact culturel des Paquitas à la télévision brésilienne ainsi que sur la vie de millions de fans.
Pra Sempre Paquitas aborde des thèmes qui vont au-delà du glamour de la célébrité. Le documentaire révèle les défis auxquels les membres ont été confrontés, tels que la pression esthétique, la compétition interne et la difficulté de concilier l’enfance et l’adolescence avec une vie sous les projecteurs. L’un des points les plus discutés est le harcèlement médiatique et la tentative d’enlèvement de l’une des Paquitas, des sujets qui dévoilent le côté moins connu de cette trajectoire de succès.
L'un des épisodes les plus marquants, Pra Quem Sonha e Quem Procura – Fama e Dores, explore les conséquences de la célébrité précoce, montrant comment le rêve de devenir Paquita est devenu un véritable phénomène au Brésil, tandis que, en coulisses, les jeunes filles faisaient face à des problèmes que peu de gens connaissaient à l'époque. Des témoignages révèlent le poids de la pression esthétique, le harcèlement et les difficultés émotionnelles que certaines d'entre elles ont vécues pendant leurs années au sein du groupe.
Un autre thème fort abordé dans le documentaire est la diversité et la représentativité. L'épisode Do Mundo a Gente Toma Conta – Sucesso Internacional e Representatividade met en lumière le manque de diversité au sein du groupe, une critique qui résonne davantage aujourd'hui, ainsi que l'inclusion des Paquitas Internationales, qui ont accompagné Xuxa dans ses aventures en dehors du Brésil.
Le dernier épisode, A Gente se Multiplicou – Renovação e Maturidade, célèbre l'héritage durable des Paquitas. La série documentaire se termine par une rencontre émouvante de toutes les générations du groupe, réunissant d'anciennes membres de différentes époques pour célébrer et réfléchir sur l'impact de leurs expériences au sein du groupe et comment cela a façonné leurs vies.
Pra Sempre Paquitas n'a pas seulement ravivé l'intérêt pour le groupe, mais a également mis en lumière des thèmes qui n'étaient auparavant pas largement discutés, suscitant une nouvelle conversation sur ce que signifiait être une Paquita et comment leur héritage a traversé les générations. Le documentaire a été bien reçu tant par le public que par la critique, salué pour son approche humaine et sensible, ainsi que pour la profondeur avec laquelle il a traité la trajectoire de l'un des plus grands icônes de la télévision brésilienne.

#### Filmographie des Paquitas (télévision)
| Filmographie des Paquitas (groupe complet) à la télévision | Filmographie des Paquitas (groupe complet) à la télévision | Filmographie des Paquitas (groupe complet) à la télévision | Filmographie des Paquitas (groupe complet) à la télévision |
| ---------------------------------------------------------- | ---------------------------------------------------------- | ---------------------------------------------------------- | --- |
| Année                                                      | Titre                                                      | Format                                                     | Description/Participation |
| 1984                                                       | Clube da Criança                                           | Emission télévisée                                         | C'était le premier programme de Xuxa sur la Rede Manchete et il a marqué l'origine des Paquitas, les assistantes de plateau qui aidaient l'animatrice lors de diverses interactions avec le public enfantin. |
| 1986-1992                                                  | Xou da Xuxa                                                | Emission télévisée                                         | Dans l'émission pour enfants quotidienne de TV Globo, Xuxa a consolidé son image de "Reine des Baixinhos" et les Paquitas ont joué des rôles essentiels, l'assistant dans les jeux, les chorégraphies et l'organisation des enfants dans le public.                                                                                           |
| 1994-2001                                                  | Xuxa Park                                                  | Emission télévisée                                         | Avec un public ciblé sur les enfants et diffusé le samedi, le Xuxa Park était un autre programme populaire où les Paquitas avaient une présence active, participant à des jeux et des segments hebdomadaires aux côtés de Xuxa. |
| 1995-1996                                                  | Xuxa Hits                                                  | Emission télévisée                                         | Destiné au public adolescent, le Xuxa Hits était à l'origine un segment musical intégré au Xuxa Park et a ensuite obtenu une diffusion indépendante le dimanche. Les Paquitas ont participé à ce programme, qui présentait des vidéoclips et des chansons populaires, adaptant le style du groupe pour séduire les adolescents.               |
| 1997-2002                                                  | Planeta Xuxa                                               | Emission télévisée                                         | Dans le Planeta Xuxa, destiné aux adolescents et aux jeunes adultes, les Paquitas ont réalisé des performances et participé à divers segments. Ce programme se concentrait sur la musique et le divertissement pour la jeunesse, avec des Paquitas en costumes modernes et participant à des interactions avec des artistes et des invités.   |
| 2024                                                       | Pra Sempre Paquitas                                        | Documentaire                                               | La série documentaire lancée par Globoplay revisite le parcours des Paquitas depuis leur création jusqu'à l'impact culturel du groupe. Elle présente des témoignages et des coulisses, tout en abordant des thèmes en rapport avec les coulisses, tels que l'influence médiatique et les expériences personnelles des membres au fil des ans. |

#### Autres contributions
En plus des programmes réguliers, les Paquitas étaient également présents dans plusieurs émissions spéciales de fin d'année et événements spéciaux tout au long de la carrière télévisuelle de Xuxa. Ils étaient fréquemment invités à participer à des interviews et à d'autres attractions dans les programmes de TV Globo, et même sur d'autres chaînes, renforçant ainsi leur image publique même en dehors des programmes réguliers du présentateur.

## Fin du groupe et transition des membres

### Impact émotionnel et professionnel
La fin de Paquitas en 2002 a marqué un moment de grand impact émotionnel pour les membres et le public qui suivaient le groupe depuis près de deux décennies. Cette fermeture a coïncidé avec la rupture professionnelle entre Xuxa Meneghel et sa réalisatrice, Marlene Mattos, qui symbolisait la fin d'une époque pour la télévision brésilienne.
Les anciens Paquitas ont partagé à plusieurs reprises que, pour eux, être Paquita était bien plus que travailler sur une émission de télévision. C'était un rêve devenu réalité et une opportunité d'apprendre et de grandir. Cependant, les coulisses n’étaient pas toujours aussi glamour qu’il y paraissait. Beaucoup ont rapporté des années plus tard avoir subi des violences psychologiques et des humiliations, souvent liées à des problèmes d'apparence physique et de comportement.
Les reportages du documentaire Pra Semper Paquitas (2024) soulignent que Marlene Mattos soumettait fréquemment les filles à des humiliations, y compris des commentaires désobligeants sur leur poids et même des situations d'embarras physique, comme exiger qu'elles se déshabillent à certaines occasions. Ces pratiques, considérées comme normales à l'époque, ont eu un impact émotionnel durable sur les jeunes femmes, qui n'ont pris conscience que plus tard de la gravité de ce à quoi elles étaient confrontées,.

### Carrières post-Paquitas
De nombreux anciens membres de Paquitas ont réussi à se forger une carrière réussie après la fin du groupe, notamment dans les domaines de la télévision, du théâtre et de la musique. Certaines des Paquitas les plus connues ont réussi leur transition vers le monde du théâtre et sont devenues des actrices populaires.
Letícia Spiller, qui était Pituxa Pastel, s'est imposée comme l'une des ex-Paquitas les plus réussies. Elle poursuit une carrière à la télévision et devient une actrice de renom, avec des rôles de premier plan dans les feuilletons TV Globo, tels que Quatro por Quatro (1994) et Senhora do Destino (2004). Son parcours post-Paquitas est un exemple de la manière dont son expérience au sein du groupe lui a servi de tremplin vers le monde artistique.
Une autre ex-Paquita à succès est Bianca Rinaldi (Xiquita Bibi), qui est également devenue une actrice établie à la télévision brésilienne. Après avoir quitté Paquitas, Bianca décroche des rôles dans des feuilletons comme A Escrava Isaura (2004), sur Record TV, et construit une solide carrière dans la dramaturgie.
Juliana Baroni (Catuxa Jujuba) a également suivi le chemin du théâtre, participant à plusieurs feuilletons et émissions de télévision au fil des ans. Sa polyvalence en tant qu'actrice l'a amenée à travailler sur les productions de TV Globo et d'autres diffuseurs, consolidant ainsi sa présence dans le monde artistique.
Andrea Veiga a été la première Paquita choisie par Xuxa, étant l'un des piliers de la création du format qui deviendra un succès au cours des décennies suivantes. Elle fait partie de la première génération, participant activement à Xou da Xuxa jusqu'en 1988, date à laquelle elle décide de poursuivre une carrière solo. Actuellement, Andrea poursuit sa carrière artistique, principalement dans le théâtre et la production de contenu numérique.
Connue sous le nom de Xiquita Sorvetão, Andréa Faria a rejoint Paquitas en 1986 et y est restée jusqu'en 1990. Après avoir quitté le groupe, Andréa poursuit sa carrière à la télévision, en présentant des programmes pour enfants et en jouant dans des productions telles que Os Trapalhões. En 1996, elle épouse le chanteur Conrado, avec qui elle a deux enfants. Andréa a également poursuivi une carrière de femme d'affaires et reste active sur les réseaux sociaux, partageant sa vie personnelle et professionnelle.
Luise Wischermann, connue sous le nom de Pituxa Alemã, a quitté Paquitas en 1989 pour étudier le théâtre en Allemagne. Il a joué dans plusieurs productions théâtrales et télévisuelles du pays, dont Lexx, une série internationale, et d'autres productions locales. Sa carrière a été interrompue en 2000 lorsqu'on lui a diagnostiqué une sclérose en plaques. Depuis, Luise milite pour la sensibilisation à la maladie.
Ana Paula Guimarães fut la première Catuxa et rejoignit le groupe en 1987, à l'âge de 14 ans. Elle quitte Paquitas en 1989, aux côtés de Luise Wischermann, pour tenter une carrière solo et présenter une émission de télévision, mais le projet n'aboutit pas. Plus tard, Ana Paula est revenue à la télévision en tant que réalisatrice de feuilletons à succès, tels que Quanto Mais Vida, Melhor ! , Verão 90 et Bom Sucesso, consolidant sa position dans les coulisses de la télévision brésilienne.
Priscilla Couto était l'une des plus jeunes Paquitas, rejoignant le groupe à l'âge de 9 ans et y restant jusqu'à l'âge de 17 ans. Avec le surnom de Catuxita Top Model, Priscilla a laissé sa marque sur les programmes de Xuxa. Après avoir quitté le groupe, elle s'est éloignée des projecteurs et a obtenu un diplôme en droit, travaillant actuellement comme avocate. Même loin des médias, Priscilla maintient une présence nostalgique lors d'événements avec les anciennes Paquitas et participe à des spectacles aux côtés de Cátia Paganote.
D'autres anciens membres, comme Cátia Paganote (Miúxa Bruxa) et Ana Paula Almeida (Pituxita Bonequinha), ont poursuivi des carrières davantage axées sur le divertissement, en participant à des émissions de téléréalité et en maintenant une présence publique lors d'événements et de programmes télévisés. Cátia participe à des événements et à des spectacles avec d'autres ex-Paquitas et a récemment participé à l'émission de téléréalité A Fazenda (2018). Cátia reste active, en maintenant un programme d'événements destinés au public qui suit sa carrière depuis l'époque de Paquita.
Quelle que soit la voie choisie, le fait est que les Paquitas ont laissé une marque indélébile dans leur carrière et leur vie. L’expérience d’être Paquita a servi non seulement d’école des médias, mais aussi de tremplin pour beaucoup d’entre eux, qui ont suivi des chemins différents, mais portant toujours avec eux l’héritage d’une des phases les plus emblématiques de la télévision brésilienne.

## Prix et nominations
| Année | Prix           | Catégorie             | Résultat   |
| ----- | -------------- | --------------------- | ---------- |
| 1990  | Trophée Presse | Révélation de l'année | Nomination |